# Mortizza
Mortizza (Murtissa in dialetto piacentino) è una frazione del comune italiano di Piacenza.

## Geografia fisica
Al momento dell'annessione a Piacenza, il comune di Mortizza era più esteso di quello del capoluogo, coprendo una vasta zona tra il fiume Po a nord, il torrente Nure ad est, la città di Piacenza a ovest ed il comune di San Lazzaro Alberoni a sud, per una superficie totale di 4635 ha.

## Storia
Il nome Mortizza deriva dall'insalubrità dalle acque stagnanti che rimanevano nella zona a seguito degli straripamenti del fiume Po.
Già frazione di Piacenza, dal 1806 al 1821 è frazione del comune di Roncaglia istituito con la Mairie francese e confermato con un decreto del 1812 che limitava la città di Piacenza alla circonvallazione posta attorno alla cinta muraria. A partire dal 1821 la sede comunale viene spostata nella frazione di Le Mose ed il nome del comune cambiato in Mortizza.
Viene annessa nel 1923 al comune di Piacenza motivando tale provvedimento con la presenza di una rendita parassitaria a causa del beneficiare dei servizi offerti dalla città degli abitanti dei comuni limitrofi.

## Geografia antropica
Il comune comprendeva, oltre al capoluogo, le frazioni di Roncaglia, Bosco dei Santi, Gerbido, Le Mose, frazione condivisa con il comune di San Lazzaro Alberoni e nella quale era situato il palazzo comunale e Sparavera nella cui parrocchia era ricompreso il capoluogo.